# David Mixner

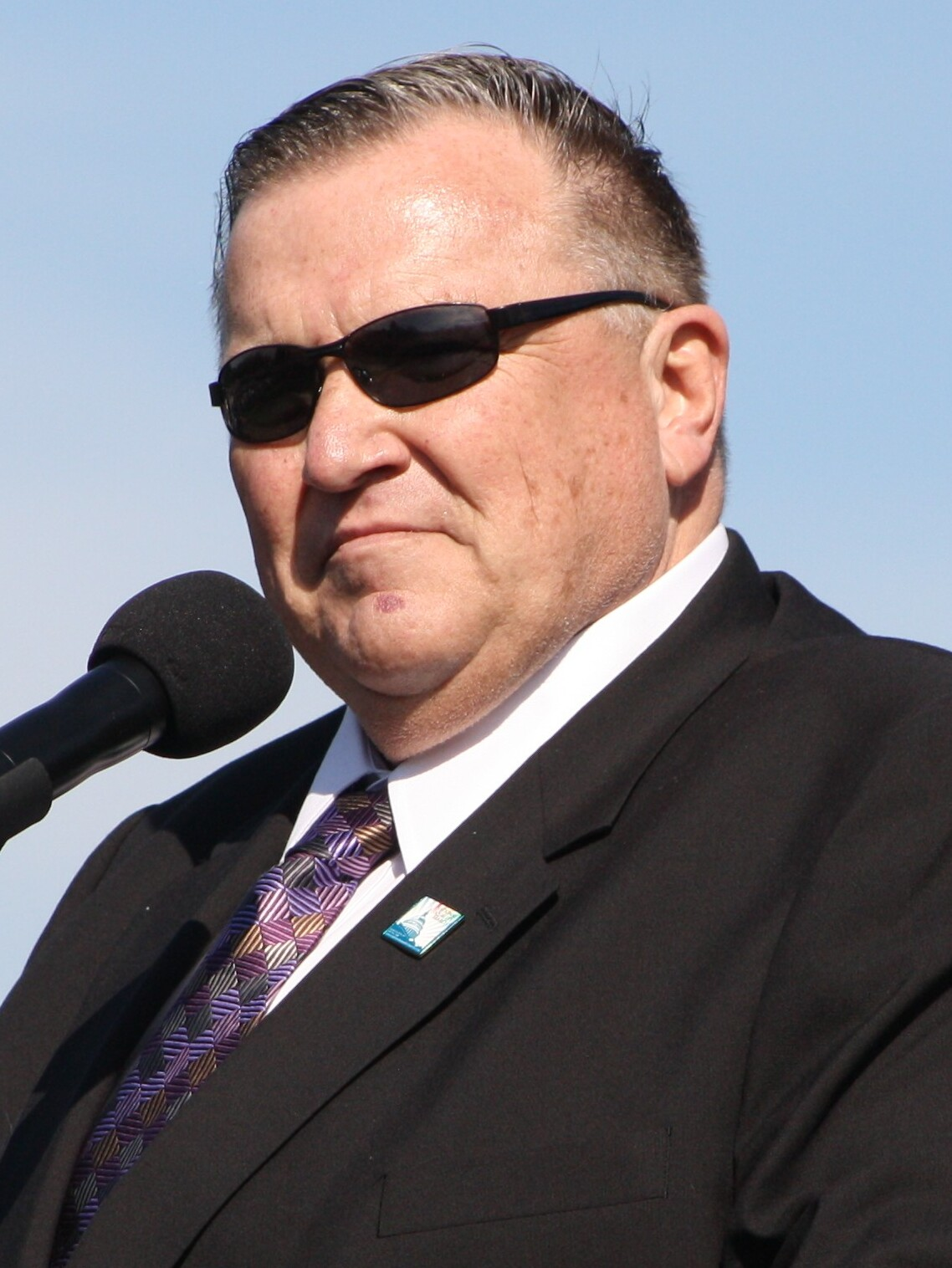
David Mixner (2009)

David Benjamin Mixner (* 16. August 1946 in Bridgeton, New Jersey; † 11. März 2024 in New York) war ein US-amerikanischer Bürgerrechtler, politischer Berater und Autor, der sich über sechs Jahrzehnte hinweg besonders für die Rechte von LGBTQ+-Personen engagierte. Er galt als eine Schlüsselfigur der US-amerikanischen Queerbewegung und war unter anderem Mitbegründer des LGBTQ+ Victory Fund, einer Organisation zur Förderung queerer politischer Repräsentation.

## Leben
David Mixner wurde 1946 in einer ländlichen und armen Region im US-Bundesstaat New Jersey geboren. Bereits als Teenager engagierte er sich politisch und arbeitete freiwillig für die Präsidentschaftskampagne John F. Kennedys.
In den 1960er-Jahren brach Mixner sein College-Studium ab, um sich ganz der politischen Organisation zu widmen. Er war aktiv in der Anti-Vietnamkriegsbewegung, unter anderem als nationaler Ko-Vorsitzender der „Moratorium to End the War in Vietnam“-Kampagne im Herbst 1969.
Mixner lernte im Jahr 1969 Bill Clinton bei einem Rückzugswochenende für Kriegsgegner kennen; die beiden verband eine langjährige, aber später auch belastete Freundschaft. Mixner starb am 11. März 2024 in Manhattan im Alter von 77 Jahren an den Folgen von Long Covid.

## Wirken
Mixner war einer der ersten offen homosexuellen politischen Aktivisten in den Vereinigten Staaten und setzte sich bereits in den 1970er-Jahren für die Rechte von LGBTQ+-Personen ein. 1978 war er Mitorganisator des Widerstands gegen die sogenannte „Briggs Initiative“ (Proposition 6) in Kalifornien, die homosexuellen Lehrern den Unterricht an öffentlichen Schulen verbieten wollte. Er konnte sogar den konservativen Ex-Gouverneur Ronald Reagan zur öffentlichen Stellungnahme gegen die Initiative überzeugen – ein entscheidender Beitrag zur Ablehnung des Gesetzesvorschlags durch das Wahlvolk.
In den 1980er-Jahren engagierte sich Mixner zunehmend im Kampf gegen die HIV/AIDS-Krise und gehörte 1987 zu den ersten Demonstranten, die vor dem Weißen Haus gegen die Passivität der Reagan-Regierung protestierten. Dabei wurde er gemeinsam mit 64 weiteren Personen festgenommen – in einer Zeit, in der ein öffentliches Coming-out massive persönliche Risiken mit sich brachte.
Mixner war zudem als politischer Berater für Bill Clintons Präsidentschaftskampagne tätig und wurde 1992 das erste offen homosexuelle Mitglied eines öffentlich sichtbaren Wahlkampfteams für einen US-Präsidentschaftskandidaten. Nach Clintons Einführung der „Don’t Ask, Don’t Tell“-Politik 1993, die homosexuelle Soldaten zum Schweigen zwang, distanzierte sich Mixner öffentlich vom Präsidenten und wurde bei einer Protestaktion gegen das Gesetz vor dem Weißen Haus verhaftet.
Im Jahr 1991 gründete Mixner mit anderen den LGBTQ+ Victory Fund, der sich der Förderung offen queerer Kandidaten für politische Ämter widmet. Nach Clintons Wahlsieg initiierte er ein Programm, das LGBTQ+-Personen den Zugang zu politischen Positionen innerhalb der US-Regierung erleichtern sollte.
Für sein lebenslanges Engagement wurde Mixner vielfach geehrt, unter anderem 2010 mit dem Point Legend Award der Point Foundation. Die Witwe von Senator Ted Kennedy, Victoria Reggie Kennedy, würdigte ihn als „eine der großen Bürgerrechtspersönlichkeiten unserer Zeit“.
Auch in späteren Jahren blieb Mixner eine bedeutende Stimme für Gerechtigkeit. Er prangerte offen den wachsenden Hass gegen LGBTQ+-Personen, insbesondere gegen Transpersonen, an und warnte vor politischen Rückschritten in den Vereinigten Staaten und weltweit. Gleichzeitig erkannte er den gesellschaftlichen Wandel, etwa wenn jüngere Generationen sich jenseits binärer Geschlechtsidentitäten definieren – etwas, das er zunächst mit Skepsis, später jedoch mit Humor und Hoffnung betrachtete.
Mixners Vermächtnis umfasst nicht nur politische Erfolge, sondern auch eine junge Generation, die sich dem LGBTQ+-Aktivismus widmet, die er unterstützte und inspirierte.